# 燃烧弹
燃烧弹，又稱燒夷彈，有时也称纵火弹，是指装填燃烧剂，以纵火为目的的炸弹、炮弹、子弹的总称。近现代燃烧弹通常以白磷、铝热剂、凝固汽油或其他易燃物作为燃烧剂。
燃烧弹概念類似火攻，在古代即有应用。如在五代时，就有将火油装入铁罐用以焚毁敌方战船的记载。两次世界大战使得燃烧弹在技术上有了较大发展，纵火效率得到显著提高，使最终被广泛地用于当时针对敌方城市的战略轰炸。